# Szczepan Styranowski
Szczepan Styranowski (ur. 26 grudnia 1923 w Toruniu, zm. 24 lipca 2019) – polski sędzia i działacz państwowy, poseł na Sejm PRL VIII kadencji (1980–1985). 

## Życiorys
Urodził się na Pomorzu w rodzinie inteligenckiej (w dniu św. Szczepana). W czasie okupacji niemieckiej wraz z rodziną przesiedlony na teren Generalnego Gubernatorstwa, był żołnierzem Armii Krajowej. W 1951 ukończył studia prawnicze na Uniwersytecie Mikołaja Kopernika, jednak jeszcze w trakcie nauki podjął pracę w przedsiębiorstwach handlowych Torunia. W 1955 zdał egzamin na aplikację przy Sądzie Wojewódzkim w Olsztynie. W 1956 został sędzią powiatowym w Nowym Mieście Lubawskim, a rok później – w Pasłęku. Od 1958 do 1966 sprawował funkcję prezesa Sądu Powiatowego w Lidzbarku Warmińskim oraz Biskupcu Reszelskim. Od 1966 zasiadał w Sądzie Wojewódzkim w Olsztynie (od 1973 jako wiceprezes). 
Podczas działalności w Lidzbarku i Biskupcu nie stronił od zaangażowania w sprawy społeczne. Założył klub młodzieżowy „Pojezierze” na lidzbarskim Zamku, a w Biskupcu Klub Przyjaciół Starszego Człowieka. W 1964 wstąpił do Polskiego Komitetu Pomocy Społecznej i do Stronnictwa Demokratycznego. Sprawował mandat radnego Powiatowej Rady Narodowej Lidzbarka Warmińskiego i Biskupca oraz Miejskiej Rady Narodowej Olsztyna. W 1973 uzyskał mandat członka Wojewódzkiej Rady Narodowej w Olsztynie. 
W 1980 wybrany z miejsca mandatowego w skład Sejmu VIII kadencji. Zasiadał w Komisjach: Prac Ustawodawczych, Spraw Wewnętrznych i Wymiaru Sprawiedliwości, Skarg i Wniosków oraz Nadzwyczajnej do rozpatrzenia projektu ustawy o Trybunale Konstytucyjnym. W październiku 1982 jako jeden z ośmiu posłów SD nie poparł rządowej propozycji delegalizacji Niezależnego Samorządnego Związku Zawodowego „Solidarność”, za co w czerwcu 1983 Centralny Sąd Partyjny ukarał go upomnieniem. Po zakończeniu kadencji powrócił do wykonywania obowiązków sędziego, które pełnił do przejścia na emeryturę w 1991. Od tego czasu poświęcił się działalności społecznej, prowadził m.in. bezpłatne porady prawne dla mieszkańców Olsztyna, działał również na rzecz ochrony jego zabytków. Działał w Polskim Komitecie Pomocy Społecznej: był prezesem Zarządu Wojewódzkiego oraz członkiem Rady Naczelnej. 
Odznaczony Krzyżem Kawalerskim, Oficerskim i Komandorskim (1999) Orderu Odrodzenia Polski oraz, w 1970, Srebrnym Krzyżem Zasługi. W 2004 nagrodzony tytułem Prawnika Pro Bono za działalność społeczną w konkursie organizowanym przez Fundację Uniwersyteckich Poradni Prawnych pod patronatem Naczelnej Rady Adwokackiej, Krajowej Rady Radców Prawnych oraz dziennika „Rzeczpospolita”. W IV edycji konkursu (2006/2007) znalazł się w jego kapitule. Pochowany 27 lipca 2019 na cmentarzu komunalnym w Olsztynie.